# Pedro Victor Debrigode Dugi
Pedro Víctor Debrigode Dugi (13 de octubre de 1914-1982) es uno de los grandes autores de la novela popular española en su época de esplendor, aquella que va desde los años cuarenta hasta inicios de los año setenta del siglo XX, cuando la televisión cambia definitivamente los hábitos de consumo de la sociedad española. Fue autor de centenares de títulos en la amplia diversidad de géneros que caracterizaba esta manifestación cultural aunque destacó en el terreno de la novela de aventuras y de la novela policíaca

## Biografía
Pedro Víctor Debrigode Dugi nació en Barcelona el 13 de octubre de 1914, siendo su padre francés y su madre corsa. Educado en un ambiente culto -su padre era ingeniero aeronáutico- tuvo una esmerada educación. Estudió la carrera de Derecho aunque no la pudo finalizar, pues el año 36, viviendo en Santa Cruz de Tenerife, se vio alistado en las filas del bando nacional al inicio de la Guerra Civil; tras solicitar su traslado a la Península se vio envuelto en extrañas circunstancias que le llevaron a ser acusado de espionaje. Tras ser liberado por falta de pruebas, intentó pasar a Francia, pero no lo consiguió, siendo nuevamente detenido, acusado ya no solo de espionaje, sino de abandono de destino y malversación de caudales. 
Tras pasar por distintos penales y ser condenado, finalmente salió en libertad en octubre de 1945. Empezó a escribir desde la prisión y se casó por vez primera en 1949, teniendo cuatro hijas a medida que iba consolidando su dimensión de escritor profesional. La familia combinó la residencia en diversas poblaciones de Cataluña y se trasladó posteriormente a Santa Cruz de Tenerife. 
Entre 1957 y 1963 Debrigode se estableció en Venezuela, donde trabajó como corresponsal de la Agencia France Press y como relaciones públicas de un hotel. Vuelto a España, su esposa falleció en 1967; se volvió a casar en 1972 y fijó su residencia en La Orotava a partir de 1974; falleció en febrero de 1982, a la edad de sesenta y ocho años, dejando tras de sí una ingente producción literaria.

## Seudónimos
Los autores de novela popular con frecuencia se veían obligados a enmascarar su identidad bajo diversos pseudónimos. A veces, por tratarse de antiguos militares represaliados por el franquismo; en otras ocasiones, para esconder su verdadero nombre de la portada de un bolsilibro considerado subcultura o, las más de las veces, para crear un nombre al que la editorial pudiera atribuir un mayor impacto comercial.
Lo cierto es que la gran mayoría de la novela popular española fue firmada con falsos nombres, preferentemente de resonancias anglosajonas. Utilizó un amplísimo abanico de pseudónimos, aunque los más importantes fueron Peter Debry -con él creó la mayoría de su narrativa policíaca y del oeste- y Arnaldo Visconti -con esta máscara presentó toda su narrativa de aventuras-; pero también firmó sus obras como P. V. Debrigaw, Arnold Briggs, Geo Marvik, Peter Briggs, V. Debrigaw y Vic Peterson.

## Producción literaria
La amplitud de la obra de Debrigode (probablemente escribió más de mil novelas), hace difícil una aproximación al conjunto de su producción. Aunque casi siempre se movió de forma exclusiva en el campo de la novela popular, conviene destacar la diversidad temática de sus creaciones. Cultivó la novela romántica -su primera novela, Tres ases y dos damas, entraba dentro de las coordenadas de este género-, el western, -fue figura importante en las colecciones de Bruguera-, la novela de ciencia ficción y, en especial, la novela negra, como responsable de una serie clásica de pulps de los años cuarenta, Audaz. Ya en plena época del bolsilibro y firmando como Peter Debry fue figura capital dentro de, entre otras muchas más, la celebrada colección Servicio Secreto; en este campo la crítica siempre ha subrayado su particular aportación, sin duda nacida de su admiración por la novela negra americana y el cine de los años cuarenta y cincuenta. 
Donde quizás obtuvo un más amplio reconocimiento del público fue en el género de aventuras, en el que casi siempre utilizó el seudónimo Arnaldo Visconti, una firma que se convirtió en garantía de aventuras, audacia y gallardía y con la que dio a la imprenta títulos legendarios como Diego Montes, El Halcón, El galante aventurero y, de forma muy especial, El pirata negro.